# Epania brevipennis
Epania brevipennis är en skalbaggsart som beskrevs av Francis Polkinghorne Pascoe 1869. Epania brevipennis ingår i släktet Epania och familjen långhorningar.
Artens utbredningsområde är Taiwan. Inga underarter finns listade i Catalogue of Life.